# Кисма
Кисма (Кисьма) — река в России, протекает в Гаврилов-Ямском, Некрасовском и Ярославском районах Ярославской области. Устье реки находится в 7,4 км по левому берегу реки Туношонка от её устья, на 800 м выше устья реки Шакша. Длина реки составляет 32 км, площадь бассейна — 139 км².
Крупнейшие притоки: Матуговка (слева), Инишка (слева).
Сельские населённые пункты около реки: Гаврилов-Ямский район — Ескино; Некрасовский район — Коурцево, Иваньково, Кочкорово, Измайлово, Михайловское, Санниково, Котлово, Перепечино; Ярославский район — Палутино, Софряково, Студеново, Облесцево, Бердицино, Торговцево, Федоровское, Мокеевское, Лютово, Заборное.

## Данные водного реестра
По данным государственного водного реестра России относится к Верхневолжскому бассейновому округу, водохозяйственный участок реки — Волга от Рыбинского гидроузла до города Кострома, без реки Кострома от истока до водомерного поста у деревни Исады, речной подбассейн реки — Волга ниже Рыбинского водохранилища до впадения Оки. Речной бассейн реки — (Верхняя) Волга до Куйбышевского водохранилища (без бассейна Оки).
Код объекта в государственном водном реестре — 08010300212110000011269.